# Українські комікси
Українські комікси (мальописи[джерело?]) — мальовані історії українською мовою, незалежно від країни їх створення (тобто в Україні чи поза її межами). Українські мальописи як і мальописи взагалі це окремий вид мистецтва.  
Незважаючи на давню історію коміксів, в Україні вони почали набувати більш масової популярність лише в середині 2010-х років та стали частиною української масової культури. Цьому посприяли, зокрема, хвиля успішних екранізацій коміксів DC та Marvel, які зазвичай привертають увагу великої кількості глядачів. На сьогодні в Україні працює 8 видавництв, які випускають комікси українського виробництва, до яких належать: «Леополь», «Рідна Мова», «Asgardian Comics», «Fireclaw», «Nebeskey», «Northern Lights», «UA Comix» та «Vovkulaka». Поява інтересу до мистецтва мальописів дала поштовх до створення фестивалів масової культури в Україні, серед яких найбільші: Kyiv Comic Con та Comic Con Ukraine, які щорічно проводяться в місті Києві.
Переважна більшість сучасних українських мальописів присвячена, в першу чергу, історичним та сучасним подіям, які пов'язані безпосередньо з Україною, серед яких можна виділити: найуспішніший український фантастичний графічний роман-трилогія у жанрі альтернативної історії та дизельпанку — «Воля», антикорупційний супергеройський комікс — «Хроніки Аптауна», двотомна графічна адаптація історичної повісті Івана Франка — «Герой поневолі» та багато інших.

## Історія

### 1920-ті роки
У 1921 році у львівському видавництві «Світ дитини» вийшла друком книга «Чорнокнижник з Чорногори». Віршована поема написана Ярославом Вільшенко, справжнє ім'я якого — Антін Лотоцький. У книзі 72 сторінки, ілюстрації до кожної з яких виконав Антін Манастирський. Здебільшого на картинках зображено саме те, про що йдеться у тексті на цій же сторінці. За твердженням Бібліотеки українського мистецтва «Чорнокнижника з Чорногори» можна вважати першим українським коміксом, адже форма як для коміксу не класична, але суть — оповідь у картинках — зберігається.

### 1990-ті роки
Першим українським коміксом можна вважати «Шовкова Держава», Сценарій для коміксу написав Василь Барищев, малюнок намалював Фелікс Добрін, а видавництво «Дніпро» видало комікс у м'якому форматі зі скобою у 1990 році. Саме комікс «Шовкова Держава» вважають першим витвором українського коміксу.

### 2010-ті роки
В інтерв'ю виданню Gazeta.ua коміксист Ігор Баранько, автор культового французького коміксу L'Empereur-Ocean (2003-2004), зазначив що у 2013 році українських коміксів ще практично не було. За словами Бориса Філоненка, арт-критика та аспіранта ХНУ ім. В. Н. Каразіна, станом на 2014 рік феномену коміксів в Україні як такого ще не було, й ті поодинокі спроби, які існували, то були «окремі експерименти окремих людей, але аж ніяк не масова культура». З думками Філоненка сходиться Олена Колесник, професор кафедри теоретичної, прикладної культурології і музикознавства Національної академії керівних кадрів культури і мистецтв, яка наголошувала що станом на 2013 рік «український комікс та графічний роман знаходяться в стані формування».
Україномовні комікси та графічні романи почали набирати популярність лише в 2010-их. Так протягом цих років з'явилися перші видавництва, що розпочали випускати україномовні графічні романи: трилогія «Даогопак» (2012—2016) та «Чуб: Зоряна байка про козака Чубенка» (2013) від видавництва NebesKey; «Війна богів» (2015), трилогія «Козаки на орбіті» (2013—2016), збірка «Саркофаг» («Сон», «Світ 912» та «Саркофаг») (2016) від Андрія Данковича; «Патріот: Атака Клонів» (2014) та «Патріот: Ренегат» (2016) від Вадима Назарова; «Герой поневолі» (2014) від видавництва Леополь; російсько-український «Звитяга: Савур-Могила» (2015) від видавництва Asgardian Comics тощо. Також у 2013 автори та видавці брати Капранови презентували коміксову версію історії України під назвою «Мальована історія Незалежності України».
3 вересня було відкрито передзамовлення дитячого фентезі «Робін Гуд: Поцілунок злодія» та дорослого детективу «Втеча» від Fireclaw. Ці комікси було аносновані ще на CCU2018 (22-23 вересня 2018), їх випуск запланований на 21 вересня 2019 року (CCU2019).

## Видавництва
На сьогодні в Україні працює багато видавництв, які в тому числі випускають оригінальні (власного авторства) комікси — «Леополь», «Рідна Мова», «Asgardian Comics», «Fireclaw», «Nebeskey», «Northern Lights», «UA Comix», «Vovkulaka», Ірбіс Комікси та Molfar Comics.
11 вересня 2018 року Ірбіс Комікси в ефірі телеканалу UA: Львів анонсували свій перший оригінальний комікс «Зубси», і який згодом вийшов в 2019 році.
| Назва            | Місто        | Роки активності   | Комікси     | Комікси   |
| Назва            | Місто        | Роки активності   | Оригінальні | Переклади |
| ---------------- | ------------ | ----------------- | ----------- | --------- |
| Nebeskey         | Київ         | 2012 — сьогодення | Так         | Ні        |
| Леополь          | Львів        | 2014 — сьогодення | Так         | Ні        |
| Ірбіс Комікси    | Львів        | 2015 — сьогодення | Так         | Так       |
| Asgardian Comics | Миколаїв     | 2015 — сьогодення | Так         | Так       |
| Fireclaw         | Київ         | 2015 — сьогодення | Так         | Так       |
| ArtHuss          | Київ         | 2016 — сьогодення | Так         | Ні        |
| UA Comix         | Львів        | 2017 — сьогодення | Так         | Ні        |
| Northern Lights  | Київ         | 2016 — сьогодення | Так         | Так       |
| Vovkulaka        | Київ         | 2016 — сьогодення | Так         | Так       |
| Рідна мова       | Київ         | 2017 — сьогодення | Так         | Так       |
| Molfar Comics    | Хмельницький | 2018 — сьогодення | Ні          | Так       |
| MAL'OPUS         | Київ         | 2019 — сьогодення | Ні          | Так       |

## Комікси українською

### Список україномовних коміксів (в перекладі)
Українською комікси перекладають з різних іноземних мов, зокрема англійської, італійської та французької. На сьогодні в Україні працює 6 видавництв, які спеціалізуються на адаптації закордонних коміксів українською мовою, до яких належать найбільші — «Рідна Мова» та «Ірбіс Комікси», а також невеликі — «Fireclaw», «Northern Lights», «Vovkulaka» та «Molfar Comics».

## Фестивалі

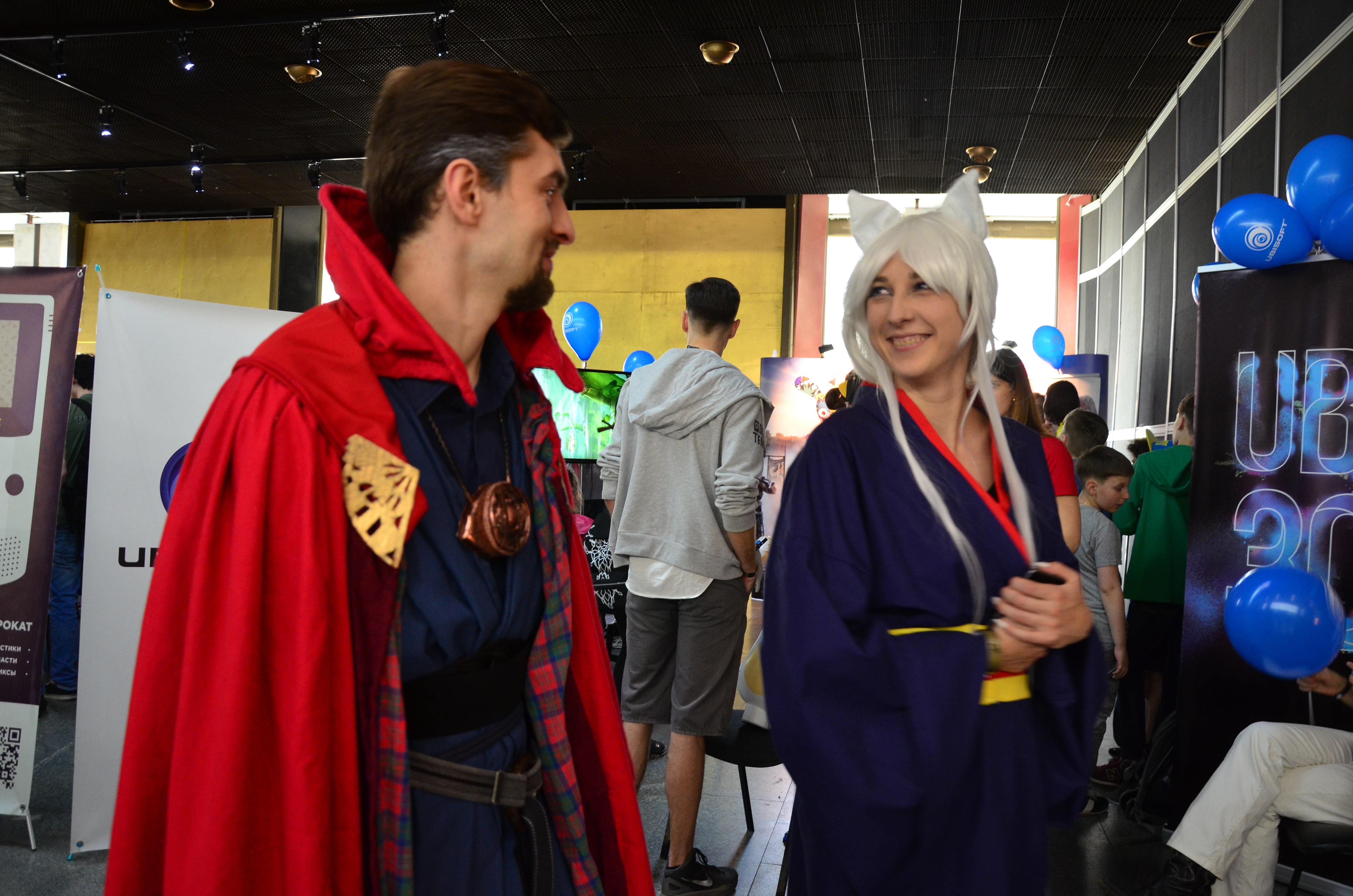
Kyiv Comic Con 2017.

Інтерес до коміксів дав поштовх до створення фестивалів популярної культури, у тому числі косплей-фестивалів в Україні. Зокрема за останні кілька років з'явилися львівський фестиваль косплею Anicon Lviv (з 2009 року), київський фестиваль науково-фантастичної літератури LiTerraCon (з 2014 по 2017 роки), київський фестиваль коміксів Kyiv Comic Con (з червня 2015 року), франківський фестиваль фентезі літератури Brama (з 2017 року), київський фестиваль Космікс Фест (з 2017 року), київські фестивалі популярної культури Comic Con Ukraine (з 2018 року) та Comxfest (з 2018 року).
| Назва             | Місто            | Роки проведення   | Місце                        |
| ----------------- | ---------------- | ----------------- | ---------------------------- |
| LiTerraCon        | Київ             | 2014-2017         | Різні                        |
| Anicon            | Львів            | 2009 — сьогодення | Погулянка (в основному)      |
| Kyiv Comic Con    | Київ             | 2015 — сьогодення | Український дім              |
| Брама             | Івано-Франківськ | 2017 — сьогодення | Різні                        |
| Космікс Фест      | Київ             | 2017 — сьогодення | Розважальний центр «КосМікс» |
| Comic Con Ukraine | Київ             | 2018 — сьогодення | Арт-завод Платформа          |
| Comxfest          | Київ             | 2018 — сьогодення | Лавра                        |